# Georges Goldkorn
Georges Goldkorn (ur. 1905 lub 1907 w Szydłowicach k. Słonimia, zm. 1961 w Paryżu) – polski malarz pochodzenia żydowskiego tworzący we Francji.

## Życiorys
Wychował się w rodzinie chasydów, do piętnastego roku życia zdobywał wykształcenie typowe dla każdego żydowskiego chłopca w zaborze rosyjskim. Ukończył jesziwę, a następnie szkołę talmudyczną. Kontynuował naukę w liceum, po egzaminie dojrzałości za radą malarza Henryka Gottlieba, a przy sprzeciwie rodziny rozpoczął studia w krakowskiej Akademii Sztuk Pięknych. W 1927 ukończył naukę i wyjechał do Brukseli, gdzie wstąpił do Académie Royale des Beaux-Arts, rok później uczył się technik malarskich i rysunku pod kierunkiem Isidora Opsomera i Rika Woutersa w Royal Academy of Fine Arts w Antwerpii. Po inwazji Niemiec hitlerowskich na Belgię wyjechał do Francji, chciał wstąpić tam w szeregi polskiej armii na wychodźstwie, ale został aresztowany i osadzony w obozie w Gurs. Uciekł stamtąd i przedostał się do Lyonu, gdzie przyłączył się do francuskiego ruchu oporu. Po zakończeniu wojny przeniósł się do Paryża, gdzie zamieszkał na stałe, w 1947 otrzymał obywatelstwo francuskie. W 1955 w swojej twórczości zerwał z realizmem, rok później namalował osiemnaście akwafort i dziewięć litografii, które zostały użyte jako ilustracje w hiszpańskim podręczniku o judaizmie z przedmową Jeana Cassou i Cecile Roth. W 1962 jego obrazy zostały użyte do zilustrowania książki „Philon od Alexandia”, opublikowanej przez Marcela Bruckera.